# Elaeocarpus sedentarius
Elaeocarpus sedentarius là một loài thực vật có hoa trong họ Côm. Loài này được Maynard & Crayn mô tả khoa học đầu tiên năm 2008.

## Hình ảnh

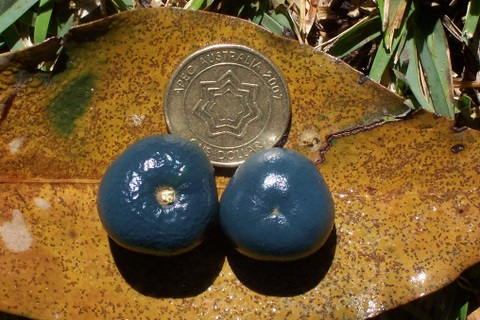
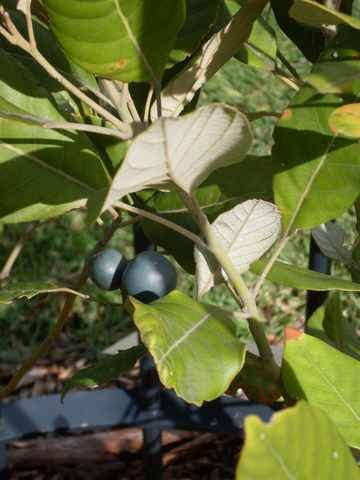